# Číčovice
Číčovice ist eine  Gemeinde  im Okres Praha-západ, Tschechien. Sie liegt in 283 m ü. M. 16 Kilometer nordwestlich des Stadtzentrums von Prag am Zákolanský potok. Die Fläche der Gemeinde beträgt 6,52 km².

## Geschichte
Die erste urkundliche Erwähnung des Ortes  stammt dem Jahr  1542. Die Gemeinde entstand 1950 durch den Zusammenschluss von Malé Číčovice und Velké Číčovice.

## Gemeindegliederung
Für die Gemeinde Číčovice sind keine Ortsteile ausgewiesen. Grundsiedlungseinheiten sind Malé Číčovice und Velké Číčovice.
Das Gemeindegebiet gliedert sich in die Katastralbezirke  Malé Číčovice und Velké Číčovice.